# Eudonia perinetensis
Eudonia perinetensis is een vlinder uit de familie grasmotten (Crambidae). De wetenschappelijke naam van deze soort is voor het eerst geldig gepubliceerd in 1989 door Leraut.
De soort komt voor in tropisch Afrika.